# 神奈川工科大学工学部
神奈川工科大学工学部（かながわこうかだいがくこうがくぶ）は神奈川工科大学に設置されている工学部。

## 概要
神奈川工科大学工学部は、幅広いものづくり産業の基盤となる高機能な技術開発に貢献する人材育成をめざしている。
機械工学、電気電子情報工学、応用化学の工学基盤に関する各分野の基礎知識・技術を身につけ、それらを応用して、さまざまな課題解決に積極的に取り組めるようなカリキュラムを用意した。
工学部の専門教育では、機械工学、電気電子情報工学、応用化学の各専門分野の基礎知識・技能を複数の科目群に分けて、多様な講義、演習、実習を用意した。また、「ユニットプログラム」「実験」「セミナー」「卒業研究」などによって、学生は問題・課題解決力、想像力を磨いていく。
現在、神奈川工科大学工学部は、機械工学科、電気電子情報工学科、応用化学生物学科の3学科で構成される。

## 沿革
- 1975年 - 幾徳工業大学の設置（工学部機械工学科、電気工学科、工業化学工学科）。
- 1986年 - 工学部に機械システム工学科、情報工学科を増設。
- 1988年 - 大学名を神奈川工科大学に改称。
- 1989年 - 大学院工学研究科修士課程を開設（機械工学専攻、電気工学専攻、工業化学専攻）。
- 1990年 - 大学院工学研究科修士課程に機械システム工学専攻を増設。
- 1993年 - 大学院博士後期課程開設（工学研究科機械工学専攻、工業化学専攻、機械システム工学専攻）。大学院工学研究科修士課程に情報工学専攻を増設。
- 1994年 - 大学院工学研究科博士後期課程に電気工学専攻を増設。
- 1995年 - 工学部の電気工学科を電気電子工学科に名称変更。
- 1996年 - 工学部の工業化学工学科を応用化学科に名称変更。大学院工学研究科博士後期課程に情報工学専攻増設。大学院の修士課程を博士前期課程に名称変更。
- 1999年 - 工学部の機械システム工学科をシステムデザイン工学科に名称変更。大学院工学研究科の電気工学専攻を電気電子工学専攻に名称変更。
- 2000年 - 工学部に福祉システム工学科、情報ネットワーク工学科を増設。大学院工学研究科の工業化学専攻を応用化学専攻に名称変更。
- 2006年 - 工学部に自動車システム開発工学科、ロボット・メカトロニクス学科および応用バイオ科学科を設置。工学部システムデザイン工学科および福祉システム工学科を募集停止。
- 2008年 - 工学部自動車システム開発工学科、ロボット・メカトロニクス学科、応用バイオ科学科を改組転換し、創造工学部自動車システム開発工学科、ロボット・メカトロニクス学科、応用バイオ科学部応用バイオ科学科を設置。創造工学部ホームエレクトロニクス開発学科を設置

## 組織
工学部
- 機械工学科
- 電気電子情報工学科
- 応用化学生物学科